# Boris Anselme Takoué
 (février 2025).
La mise en forme du texte ne suit pas les recommandations de Wikipédia : il faut le « wikifier ».
Les points d'amélioration suivants sont les cas les plus fréquents. Le détail des points à revoir est peut-être précisé sur la page de discussion.
- Les titres sont pré-formatés par le logiciel. Ils ne sont ni en capitales, ni en gras.
- Le texte ne doit pas être écrit en capitales (les noms de famille non plus), ni en gras, ni en italique, ni en « petit »…
- Le gras n'est utilisé que pour surligner le titre de l'article dans l'introduction, une seule fois.
- L'italique est rarement utilisé : mots en langue étrangère, titres d'œuvres, noms de bateaux, etc.
- Les citations ne sont pas en italique mais en corps de texte normal. Elles sont entourées par des guillemets français : « et ».
- Les listes à puces sont à éviter, des paragraphes rédigés étant largement préférés. Les tableaux sont à réserver à la présentation de données structurées (résultats, etc.).
- Les appels de note de bas de page (petits chiffres en exposant, introduits par l'outil «  Source ») sont à placer entre la fin de phrase et le point final[comme ça].
- Les liens internes (vers d'autres articles de Wikipédia) sont à choisir avec parcimonie. Créez des liens vers des articles approfondissant le sujet. Les termes génériques sans rapport avec le sujet sont à éviter, ainsi que les répétitions de liens vers un même terme.
- Les liens externes sont à placer uniquement dans une section « Liens externes », à la fin de l'article. Ces liens sont à choisir avec parcimonie suivant les règles définies. Si un lien sert de source à l'article, son insertion dans le texte est à faire par les notes de bas de page.
- La présentation des références doit suivre les conventions bibliographiques. Il est recommandé d'utiliser les modèles {{Ouvrage}}, {{Chapitre}}, {{Article}}, {{Lien web}} et/ou {{Bibliographie}}. Le mode d'édition visuel peut mettre en forme automatiquement les références.
- Insérer une infobox (cadre d'informations à droite) n'est pas obligatoire pour parachever la mise en page.

Pour une aide détaillée, merci de consulter Aide:Wikification.
Si vous pensez que ces points ont été résolus, vous pouvez retirer ce bandeau et améliorer la mise en forme d'un autre article.
Boris Anselme Takoué, né le 11 avril 1990, à Gagnoa, en Côte d'Ivoire, est un écrivain ivoirien de littérature de genre.

## Biographie
Boris Anselme Takoué est né le 11 avril 1990, à Gagnoa, ville du Centre-ouest de la Côte d'Ivoire.
Journaliste et écrivain, il est un passionné de littérature. Il commence sa carrière par des chroniques dans les quotidiens de presses ivoiriennes. Il publie ensuite sa première œuvre L’Amour dans la tête. Un recueil de nouvelles d'histoires romantiques suivi d’un recueil de chroniques intitulé Miroir de la cité, puis d'un roman Sylvia, la fille aux yeux bleus en 2020.
En 2022 , il publie un essai littéraire sur une personnalité du monde de la publicité : "FABRICE SAWEGNON : UN BEL ESPRIT SORCIER "et en 2023, son deuxième roman, La colère des avortés.

## Œuvres
- [4]L’amour dans la tête, Les Editions Balafons, 2015, recueil de nouvelles.
- Miroir de la cité, Plume Habile Editions, 2018, chroniques.
- Sylvia, la fille aux yeux bleus, Les Editions L’Harmattan, 2020, roman[5].
- Miroir de la cité, tome 2, Les Editions Scripta, 2020, chroniques[6].
- "FABRICE SAWEGNON : UN BEL ESPRIT SORCIER " Essai 2022[7].
- La colère des avortés, Roman, Les Editions Canaris, 2023[8].

## Distinctions
- Avril 2021 : Prix AECI pour la promotion du livre en tant que journaliste[9].
- 2019 : Diplôme d’honneur à la 6e édition du Festival Ivoirien de la Création poétique chez les Jeunes.